# 시각전신
시각전신, 광전신(Optical telegraph)은 시각적 신호(광통신의 한 형태)를 통해 텍스트 정보를 전달하기 위한 목적으로 방송국, 일반적으로 타워를 나열한 것이다. 이러한 시스템에는 두 가지 주요 유형이 있다. 회전식 표시기 암을 사용하여 표시기가 가리키는 방향에 따라 정보를 전달하는 세마포어 전신과 회전할 수 있는 패널을 사용하여 뒤쪽 하늘에서 오는 빛을 차단하거나 통과시켜 정보를 전달하는 셔터 전신이 있다.
가장 널리 사용되는 시스템은 1792년 프랑스에서 클로드 샤프가 발명한 샤프 전신이었다. 18세기 후반부터 19세기 초반까지 유행했다. 샤프는 자신이 발명한 메커니즘을 설명하기 위해 "télégraphe"라는 용어를 사용했다. 이것이 영어 단어 "telegraph"의 유래이다. 상단에 신호기 장치가 있는 중계 타워 라인은 8~32km(5~20마일) 간격으로 서로 시야 내에 건설되었다. 각 타워의 운영자는 망원경을 통해 인접한 타워를 관찰하고, 신호기 암이 움직이기 시작하면 메시지를 작성하여 다음 타워로 메시지를 전달했다. 이 시스템은 장거리 메시지 전달에 있어서 포스트 라이더보다 훨씬 빨랐으며, 일단 구축되면 장기 운영 비용도 더 저렴했다. 반세기 후에 수기선은 더 저렴하고 빠르며 더 사적인 전신으로 대체되었다. 중계소 사이의 가시 거리는 지리와 날씨에 의해 제한되었으며, 편리한 섬을 중계소로 사용할 수 없는 한 광전신이 넓은 바다를 건너는 것을 방해했다. 세마포어 시스템의 최신 파생물은 휴대용 플래그로 신호를 보내는 플래그 세마포어이다.

## 같이 보기
- 전신 부호
- 광 통신
- 폴리비오스 암호
- 철도 신호
- 신호등 (광통신)